# Новомихайлівська сільська рада (Решетилівський район)
Новомихайлівська сільська рада — адміністративно-територіальна одиниця у Решетилівському районі Полтавської області з центром у c. Нова Михайлівка.
Населення — 795 осіб.

## Населені пункти
Сільраді були підпорядковані населені пункти:
- c. Нова Михайлівка
- с. Молодиківщина
- с. Потеряйки
- с. Шарлаї